# Movimiento Autonomista
El Movimiento Autonomista (MA) fue un movimiento político de izquierda chileno, que contó entre sus referencias públicas al entonces diputado Gabriel Boric y al alcalde de Valparaíso Jorge Sharp. Fue fundado en 2016 a partir del Congreso «Construyendo Alternativa», convocado desde un colectivo de militantes provenientes de Izquierda Autónoma y el proceso de «Convergencia Autonomista» que ésta convocó en el año 2015. A raíz de esto, también es una de las organizaciones que mantienen la herencia autonomista del Movimiento SurDa.
En noviembre de 2018 el movimiento inició el proceso de fusión con Izquierda Libertaria (IL), Socialismo y Libertad (SOL) y Nueva Democracia (ND), con lo cual se autodisolvió para formar el partido Convergencia Social, lanzado oficialmente en mayo de 2019.

## Historia

### Convergencia Autonomista y división
El 16 de enero de 2016 se lleva a cabo la Asamblea Nacional de la Convergencia Autonomista, esfuerzo de Izquierda Autónoma para aglutinar a todos los sectores cercanos al autonomismo. En dicho encuentro se otorgó que el movimiento autonomista debía derivar en la constitución de un partido político.
En marzo de 2016 se llevan a cabo las primeras elecciones de Izquierda Autónoma para elegir a 9 miembros de una Dirección Ejecutiva y 42 de la Dirección Ampliada. En una cerrada votación Andrés Fielbaum es elegido vocero del movimiento, liderando la Dirección Ejecutiva. Junto a él asumen 4 miembros representado a "Fuerza Autonomista", superando a la disidencia en un puesto.
Con el pasar de los meses se hacen manifiestas las diferencias entre ambos sectores. Por una parte, "Fuerza Autonomista" le da prioridad a la lucha educacional por sobre las demás, mientras que desde la disidencia hicieron ver que el país necesita nuevas fuerzas que, aunadas en un frente amplio, puedan disputar la política nacional. Las diferencias entre ambas facciones se hacen irreconciliables en mayo de 2016, cuando un grupo de los principales líderes de "Fuerza Autonomista", como Carlos Ruiz y Andrés Fielbaum, se reúnen con la ministra de Educación a espaldas del resto de la organización.
Fielbaum anuncia el quiebre en el diario El Mercurio en donde el sector de Boric se iría de la organización, acusando de «caudillismo» a Boric. Por otro lado, el sector del diputado apunta como principales diferencias la posición respecto a dialogar con el MINEDUC en el marco de la reforma educacional, y la dirección de Fielbaum, la cual caracterizaron como «sectaria y antidemocrática».[cita requerida]
Junto a Boric (el único parlamentario autonomista) renunciarían de esta organización 4 de sus 9 miembros de la Dirección Ejecutiva, 3 de sus 7 presidentes de federaciones universitarias y alrededor de 400 militantes anunciando la conformación de un nuevo movimiento.

### Frente Amplio
A fines de agosto de 2016, dirigentes de Revolución Democrática, la Izquierda Libertaria, el Movimiento Autonomista, Nueva Democracia, Convergencia de Izquierdas y el Partido Humanista se reunieron en el "Primer Encuentro Programático Municipal Por una Nueva Alternativa Política para Chile", que contempla una alianza de apoyo mutuo en miras a las elecciones municipales de octubre. Este encuentro es entendido por la prensa como el primer paso para la conformación de un Frente Amplio similar al Frente Amplio uruguayo.

### Elecciones municipales de 2016
El movimiento decide inscribir tres candidatos a las alcaldías de Valparaíso, Temuco y Punta Arenas y 9 candidatos al concejo municipal de Arica, Antofagasta, Coronel, Ñuñoa y Punta Arenas como parte de la lista de Revolución Democrática o bajo el alero del pacto Alternativa Democrática en las elecciones municipales de 2016. Jorge Sharp resultó elegido con el 53,75% como alcalde de Valparaíso, además de Camilo Kong, Camilo Brodsky y Arturo Díaz como concejales por Antofagasta, Ñuñoa y Punta Arenas respectivamente. Posteriormente se sumaría el independiente Matias Freire electo en San Miguel por la Lista K: Cambiemos la Historia.

### Congreso fundacional

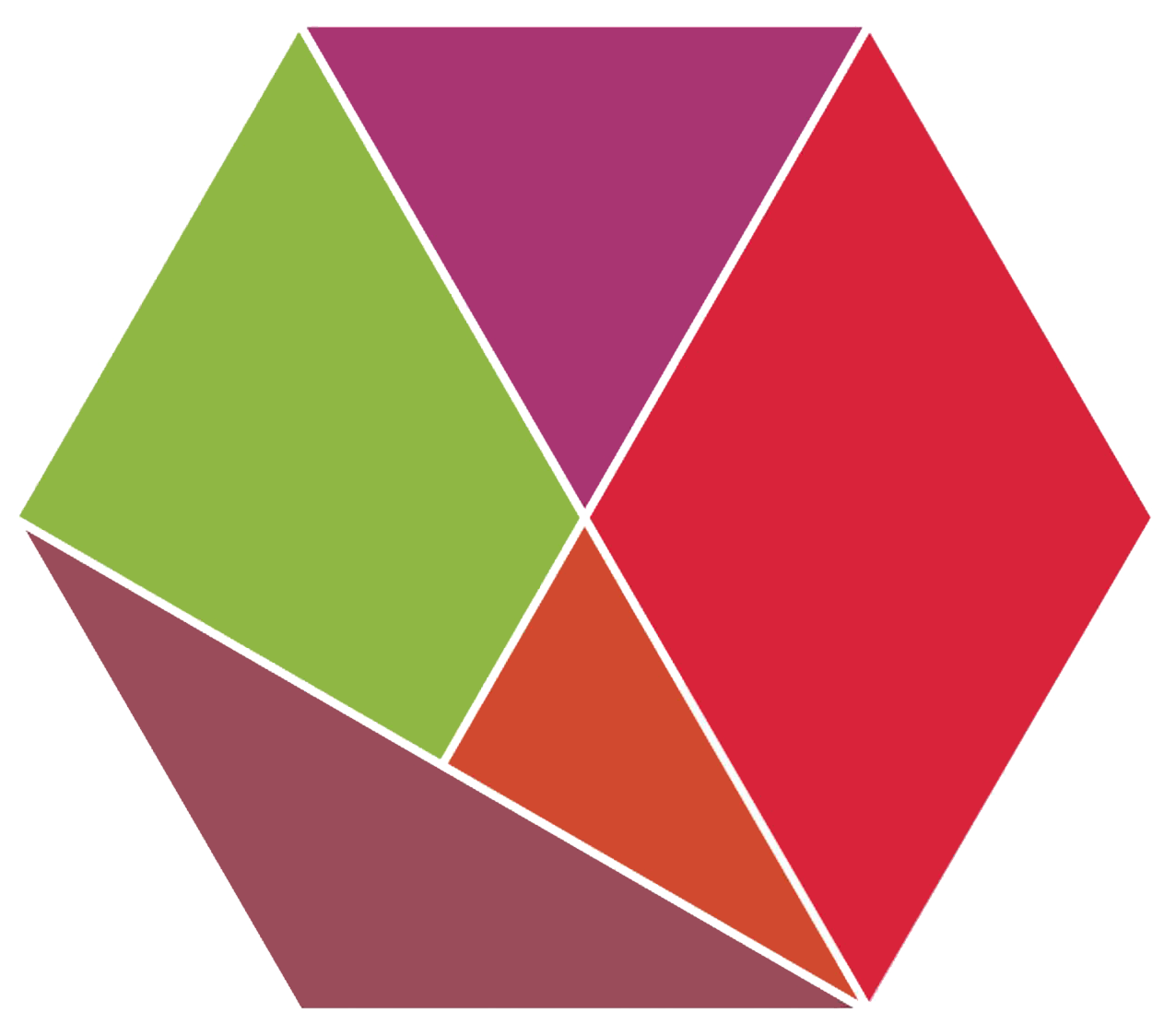
Logo de «Convergencia de Izquierdas», movimiento que pasó a unirse al MA.

El Movimiento ha hecho un llamado a sus militantes para iniciar su congreso fundacional el 19 de noviembre en Concepción, lo que sería el primer hito formal para el Movimiento Autonomista. Dicho proceso terminaría el 20 de enero con el lanzamiento de la nueva fuerza política junto a otros movimiento del Frente Amplio. Entre diciembre de 2016 y enero de 2017, el colectivo movimiento político «Convergencia de Izquierdas» (que integró al Movimiento Nueva Izquierda (NI), el Movimiento Amplio de Izquierda (MAIZ), Acción Socialista Allendista (ASA) e integrantes del extinto Partido de Izquierda) decidió sumarse a la convocatoria del Congreso "Construyendo Alternativa", que culminaría con la fusión de ambas organizaciones y la conservación del nombre Movimiento Autonomista.

### Elecciones de 2017

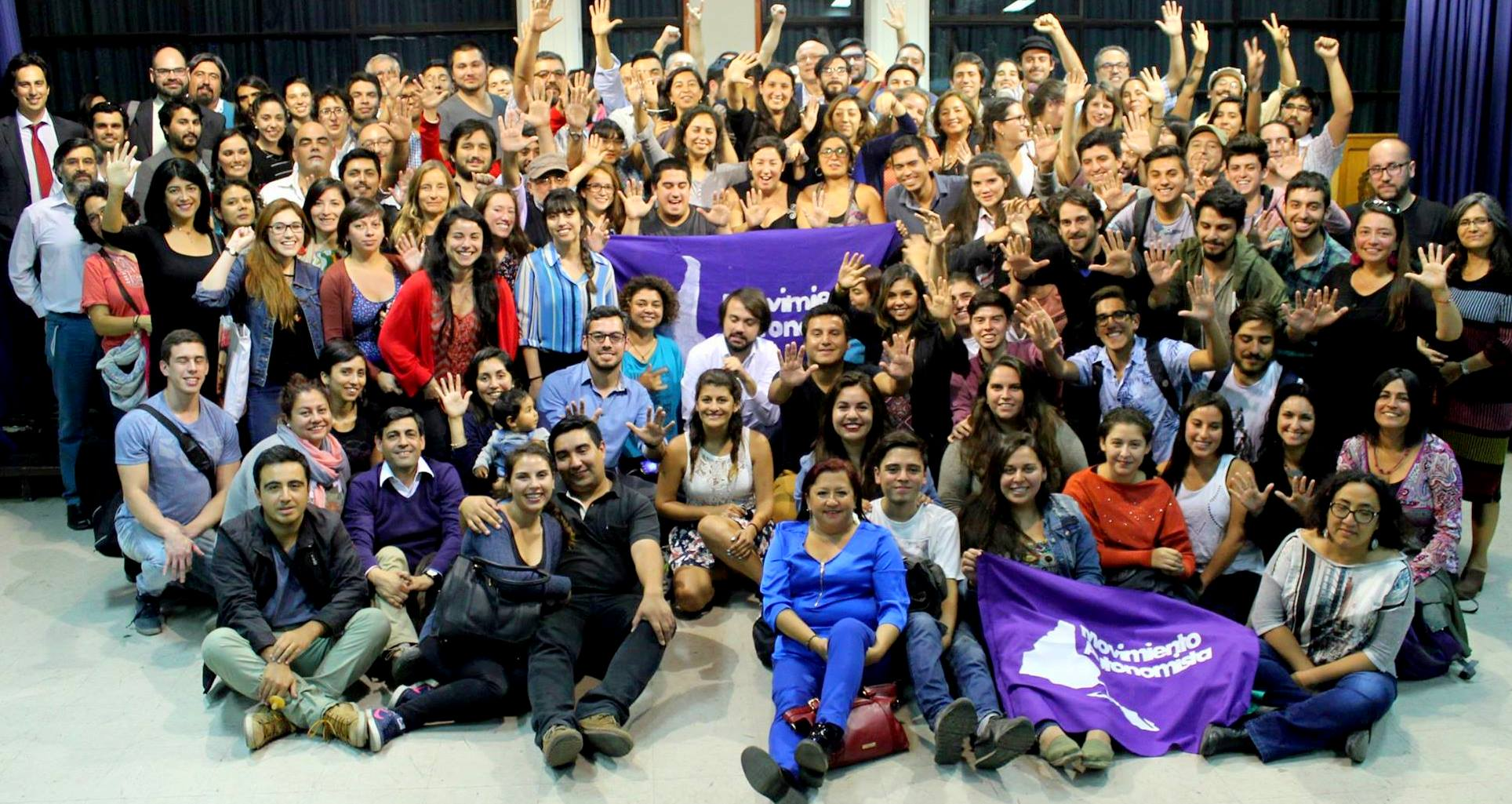
Reunión del colectivo juanto al Alcalde de Valparaíso Jorge Sharp y la candidata presidencial Beatriz Sánchez.

Como parte de las organizaciones del Frente Amplio, el Movimiento Autonomista impulsó junto a Revolución Democrática la candidatura presidencial de la periodista Beatriz Sánchez, a la que se fueron sumando otras organizaciones como el Partido Humanista de Chile, la Izquierda Libertaria, e Izquierda Autónoma. En las primarias presidenciales del Frente Amplio de 2017, con una participación total de 327.716 electores, Beatriz Sánchez se impuso al sociólogo Alberto Mayol con un 67,56% de los votos. En noviembre para las elecciones generales su candidata presidencial Beatriz Sánchez con 1 336 824 votos logró alcanzar sobre el 20% de los votos, constituyendo al Frente Amplio como un actor político relevante en el país. Por otro lado, el movimiento autonomista logró conseguir 3 bancadas en la cámara de diputados del Congreso Nacional.

### Fusión con otros movimientos del Frente Amplio

Logotipo de Convergencia Social

En enero de 2018 el Movimiento Autonomista inició conversaciones con otras agrupaciones integrantes del Frente Amplio para analizar convergencias o fusiones con tal de convertirse en un nuevo partido político. El 10 de noviembre de 2018 se realizó en el Teatro Huemul el acto fundacional del proceso de convergencia entre el Movimiento Autonomista (MA), Izquierda Libertaria (IL), Nueva Democracia (ND) y Socialismo y Libertad (SOL), el que desembocará en la creación de un nuevo partido político en 2019. La nueva colectividad fusionada fue llamada Convergencia Social y fijó las elecciones de su directiva nacional y comité central para el 11, 12 y 13 de mayo de 2019.

## Ideología

### Principios programáticos
En su congreso fundacional, el Movimiento Autonomista se definió como un movimiento:
- Democrático
- Ecologista
- Feminista
- Interculturalidad
- Territorialista
- Anti-neoliberal
- Anticapitalista
- Marxista
- Autonomista
- Latinoamericanista
- Internacionalista
- Laico

## Autoridades
El Movimiento Autonomista llegó a tener 3 diputados:
| Nombre                    | Región        | Distrito |
| ------------------------- | ------------- | -------- |
| Diego Ibáñez Cotroneo     | Valparaíso    | 6        |
| Gonzalo Winter Etcheberry | Metropolitana | 10       |
| Gabriel Boric Font        | Magallanes    | 28       |

Así como también 1 alcalde:
| Nombre              | Municipio  | Región     |
| ------------------- | ---------- | ---------- |
| Jorge Sharp Fajardo | Valparaíso | Valparaíso |

Y por último tuvo 4 concejales:
| Nombre                 | Municipio    | Región                           |
| ---------------------- | ------------ | -------------------------------- |
| Camilo Kong Pineda     | Antofagasta  | Región de Antofagasta            |
| Camilo Brodsky Bertoni | Ñuñoa        | Región Metropolitana de Santiago |
| Matías Freire Vallejos | San Miguel   | Región Metropolitana de Santiago |
| Arturo Díaz Valderrama | Punta Arenas | Región de Magallanes             |